# Col McKenzie
Pour les articles homonymes, voir McKenzie et Pass.
Le col McKenzie (en anglais : McKenzie Pass) est un col de montagne situé dans la chaîne des Cascades à la frontière des comtés de Deschutes et de Linn, à 32 km au nord-ouest de Bend dans l'État de l'Oregon, aux États-Unis. Il se situe entre les Three Sisters au sud et le mont Washington au nord.
L'Oregon Route 242 passe par le col. Au sommet, elle traverse une coulée de lave de 170 km2 juste à l'ouest des Sisters. On y trouve le Dee Wright Observatory (en), un abri construit dans la lave en 1935 par le Civilian Conservation Corps et appelé d'après le nom du chef d'équipe. Les visiteurs escaladent l'observatoire pour admirer les volcans visibles depuis le col.
Près du sommet, se trouve le lac Clear, renommé pour la pureté de ses eaux. Le col est habituellement fermé de novembre à juillet du fait de la présence de la neige. Il est déconseillé aux véhicules encombrants du fait de la présence de nombreux lacets serrés.